# アジャックス (オーストラリアの競走馬)
アジャックス (Ajax) とは、オーストラリアで生産・調教されたサラブレッドの競走馬である。フューチュリティステークス3連覇など競走馬として活躍し、2004年にオーストラリア殿堂に殿堂馬として選ばれた。フランスにも同名の著名な競走馬（アジャックス）がいるため、こちらはしばしばアジャックスII（Ajax II）と表記される。

## 経歴
1934年にウィデンスタッドで生まれた栗毛のサラブレッドである。父ヒロイックはコックスプレートなどに優勝した馬で、アジャックスはその種牡馬入り初年度の産駒である。
2歳頃からシャンペンステークスなどで勝ち、ヴィクトリアダービー・オーストラリアンダービーこそ2着敗れたものの、数多くの主要な競走で勝鞍を量産した。
1938年頃には春から連勝を重ね、最大で18連勝という大きな記録を作っている。しかし、その次に出走した1939年のローソンステークスにおいて、アジャックスは単勝41倍の大穴スピアチーフに敗れて2着となり、連勝記録が途切れてしまった。この敗戦はアジャックスを語る上でよく取り扱われ、多くで「不可解な敗戦」として紹介されている。
主に8ハロン（約1609メートル）前後の勝鞍が多いが、6ハロン（約1207メートル）のニューマーケットハンデキャップや、12ハロン（約2414メートル）のC・B・フィッシャーハンデキャップでも勝ちを挙げるなど幅広い距離適性を持ち合わせていた。勝った競走も現代においてG1・G2として格付けされるような大競走が中心で、特にフューチュリティステークス・メムジーステークス・アンダーウッドステークス・オールエイジドステークスの4競走は1938年から1940年の間において3連覇を達成している。
2歳から5歳までの4シーズンにおいて通算46戦をこなし、36勝2着7回という優秀な成績を残して5歳で引退、種牡馬となった。

## 引退後
リーディングサイアーとなった父と比べると活躍したとは言い難い成績であったが、1945年のオーストラリアンダービー・ヴィクトリアダービーに勝ったマグニフィセント、1950年のオールエイジドステークスに勝ったアキレスなどといった活躍馬も出している。後継の種牡馬はあまり流行らず、現在アジャックスの父系はほぼ見つからない。
1948年にアメリカ合衆国へと輸出された。少なくとも数年間は種牡馬として供用されているが、それ以降の消息、および死没年などは不明である。
後の2004年、オーストラリア競馬名誉の殿堂はその競走成績を称え、アジャックスを殿堂馬の一頭として選定している。

## 評価

### 主な勝鞍
1937年（2歳/3歳）
コーフィールドギニー、ローズヒルギニー、リンリスゴーステークス、シャンペンステークス、サイアーズプロデュースステークス
2着 - オーストラリアンダービー、ヴィクトリアダービー
1938年（3歳/4歳）
フューチュリティステークス、コーフィールドステークス、コックスプレート、マッキノンステークス、リンリスゴーステークス（連覇）、メムジーステークス、アンダーウッドステークス、オールエイジドステークス、メルボルンステークス、ニューマーケットハンデキャップ、C・M・ロイドステークス、C・B・フィッシャーハンデキャップ
1939年（4歳/5歳）
フューチュリティステークス（連覇）、メムジーステークス（連覇）、アンダーウッドステークス（連覇）、オールエイジドステークス（連覇）、セントジョージステークス、C・M・ロイドステークス（連覇）
2着 - ローソンステークス
1940年（5歳）
フューチュリティステークス（3連覇）、メムジーステークス（3連覇）、アンダーウッドステークス（3連覇）、オールエイジドステークス（3連覇）、メルボルンステークス（2回目）
2着 - コックスプレート

### 表彰
- 2004年 - オーストラリア競馬名誉の殿堂に、殿堂馬として選定される。
- ローズヒルガーデンズ競馬場に、アジャックスの名を冠した「アジャックスステークス」が創設されている。

## 血統表
| アジャックスの血統（ベンドア系（エクリプス系）／Cyllene 4x4x4=18.75%、 Martagon 4x4=12.50%、 Illuminata 父内4x5=9.38%、 Hampton 父内5x5=6.25%、 St. Simon 母内5x5=6.25%） | アジャックスの血統（ベンドア系（エクリプス系）／Cyllene 4x4x4=18.75%、 Martagon 4x4=12.50%、 Illuminata 父内4x5=9.38%、 Hampton 父内5x5=6.25%、 St. Simon 母内5x5=6.25%） | アジャックスの血統（ベンドア系（エクリプス系）／Cyllene 4x4x4=18.75%、 Martagon 4x4=12.50%、 Illuminata 父内4x5=9.38%、 Hampton 父内5x5=6.25%、 St. Simon 母内5x5=6.25%） | （血統表の出典） | （血統表の出典） |
| 父 Heroic 1921 鹿毛 オーストラリア | 父の父Valais 1913 栗毛 イギリス | Cicero | Cyllene          | Cyllene          |
| 父 Heroic 1921 鹿毛 オーストラリア | 父の父Valais 1913 栗毛 イギリス | Cicero | Gas              |                  |
| 父 Heroic 1921 鹿毛 オーストラリア | 父の父Valais 1913 栗毛 イギリス | Lily of the Valley | Martagon         | Martagon         |
| 父 Heroic 1921 鹿毛 オーストラリア | 父の父Valais 1913 栗毛 イギリス | Lily of the Valley | Hamptonia        |                  |
| 父 Heroic 1921 鹿毛 オーストラリア | 父の母Chersonese 1915 鹿毛 イギリス | Cylgad | Cyllene          | Cyllene          |
| 父 Heroic 1921 鹿毛 オーストラリア | 父の母Chersonese 1915 鹿毛 イギリス | Cylgad | Gadfly           |                  |
| 父 Heroic 1921 鹿毛 オーストラリア | 父の母Chersonese 1915 鹿毛 イギリス | Chelandry | Goldfinch        | Goldfinch        |
| 父 Heroic 1921 鹿毛 オーストラリア | 父の母Chersonese 1915 鹿毛 イギリス | Chelandry | Illuminata       |                  |
| 母 Medmenham 1924 鹿毛 アイルランド | 母の父Prince Galahad 1917 栗毛 イギリス | Prince Palatine | Persimmon        | Persimmon        |
| 母 Medmenham 1924 鹿毛 アイルランド | 母の父Prince Galahad 1917 栗毛 イギリス | Prince Palatine | Lady Lightfoot   |                  |
| 母 Medmenham 1924 鹿毛 アイルランド | 母の父Prince Galahad 1917 栗毛 イギリス | Decagone | Martagon         | Martagon         |
| 母 Medmenham 1924 鹿毛 アイルランド | 母の父Prince Galahad 1917 栗毛 イギリス | Decagone | Desca            |                  |
| 母 Medmenham 1924 鹿毛 アイルランド | 母の母Meadow Grass 1914 イギリス | Lemberg | Cyllene          | Cyllene          |
| 母 Medmenham 1924 鹿毛 アイルランド | 母の母Meadow Grass 1914 イギリス | Lemberg | Galicia          |                  |
| 母 Medmenham 1924 鹿毛 アイルランド | 母の母Meadow Grass 1914 イギリス | Bunch Grass | Sainfoin         | Sainfoin         |
| 母 Medmenham 1924 鹿毛 アイルランド | 母の母Meadow Grass 1914 イギリス | Bunch Grass | Charm F-No.2-e   |                  |